# 1109 Tata
1109 Tata là một tiểu hành tinh vành đai chính bay quanh Mặt Trời. Nó được phát hiện bởi Karl Wilhelm Reinmuth ngày 5 tháng 2 năm 1929 ở Heidelberg, Đức. Tên ban đầu của nó là 1929 CU. The origin of its name is không biết.